# Chiesa di Santa Maria Assunta (Breggia)
La chiesa di Santa Maria Assunta è un edificio religioso che si trova a Caneggio, frazione di Breggia in Canton Ticino.

## Storia
Eretta nel XV secolo, viene citata per la prima volta in documenti storici risalenti al 1567. Nel 1719 venne radicalmente trasformata in stile barocco.

## Descrizione
La chiesa ha una pianta ad unica navata, suddivisa in quattro campate e sormontata da una volta a botte.